# Bobi Klintman
Bo Klintman, detto Bobi (Malmö, 6 marzo 2003), è un cestista svedese, professionista nella NBA con i Detroit Pistons.

## Biografia
È nato e cresciuto a Malmö da madre svedese e padre senegalese.

## Carriera
Ha frequentato il Basketgymnasiet RIG MARK con sede a Kinna, uno dei pochi ginnasi sportivi svedesi specializzati nella pallacanestro. Nella stagione 2019-2020 ha disputato 13 partite con il RIG Mark nella terza serie nazionale, la Basketettan. In virtù della promozione ottenuta al termine di quell'annata, nel campionato seguente ha proseguito con la stessa squadra nella Superettan, la seconda divisione nazionale, prima che il campionato venisse annullato nel febbraio 2021 a causa della pandemia di COVID-19. Ha quindi concluso la stagione disputando sei partite con il Borås Basket nella Basketligan, la massima serie svedese, che si è regolarmente svolta fino al termine.
Nel 2021 decide di trasferirsi negli Stati Uniti per completare il percorso liceale all'interno della Sunrise Christian Academy, da dove sono passati diversi giocatori NBA tra cui Buddy Hield, Shaedon Sharpe e Gradey Dick. Trascorre poi un anno in NCAA giocando per i Wake Forest Demon Deacons. Dopo l'esperienza collegiale, si trasferisce per un anno in Australia, giocando per i Cairns Taipans in NBL.
Il 27 giugno 2024 Klintman è stato selezionato con la 37ª scelta assoluta dai Minnesota Timberwolves durante il Draft NBA 2024, ma è stato successivamente ceduto ai Detroit Pistons insieme a Wendell Moore in cambio della 53ª scelta dello stesso draft. Il 13 luglio ha firmato un contratto quadriennale con i Pistons. Nel corso della sua stagione da rookie, nella quale ha collezionato le prime otto presenze in NBA della sua carriera, è stato assegnato più volte ai Motor City Cruise nella lega di sviluppo NBA G League.

## Statistiche

### NCAA
| Anno      | Squadra           | PG | PT | MP   | TC%  | 3P%  | TL%  | RP  | AP  | PRP | SP  | PP  |
| --------- | ----------------- | -- | -- | ---- | ---- | ---- | ---- | --- | --- | --- | --- | --- |
| 2022-2023 | W.F. Dem. Deacons | 33 | 5  | 20,5 | 40,7 | 36,8 | 74,3 | 4,5 | 0,8 | 0,5 | 0,6 | 5,3 |
| Carriera  | Carriera          | 33 | 5  | 20,5 | 40,7 | 36,8 | 74,3 | 4,5 | 0,8 | 0,5 | 0,6 | 5,3 |

### NBA

#### Regular Season
| Anno      | Squadra         | PG | PT | MP  | TC%  | 3P%  | TL%  | RP  | AP  | PRP | SP  | PP  |
| --------- | --------------- | -- | -- | --- | ---- | ---- | ---- | --- | --- | --- | --- | --- |
| 2024-2025 | Detroit Pistons | 8  | 0  | 5,3 | 60,0 | 40,0 | 50,0 | 0,9 | 0,9 | 0,3 | 0,1 | 1,9 |
| Carriera  | Carriera        | 8  | 0  | 5,3 | 60,0 | 40,0 | 50,0 | 0,9 | 0,9 | 0,3 | 0,1 | 1,9 |

### G League
| Anno      | Squadra           | PG | PT | MP   | TC%  | 3P%  | TL%  | RP  | AP  | PRP | SP  | PP   |
| --------- | ----------------- | -- | -- | ---- | ---- | ---- | ---- | --- | --- | --- | --- | ---- |
| 2024-2025 | Motor City Cruise | 34 | 29 | 30,8 | 42,7 | 28,6 | 63,8 | 6,6 | 4,1 | 0,8 | 0,6 | 11,9 |
| Carriera  | Carriera          | 34 | 29 | 30,8 | 42,7 | 28,6 | 63,8 | 6,6 | 4,1 | 0,8 | 0,6 | 11,9 |

### NBL
| Anno      | Squadra        | PG | PT | MP   | TC%  | 3P%  | TL%  | RP  | AP  | PRP | SP  | PP  |
| --------- | -------------- | -- | -- | ---- | ---- | ---- | ---- | --- | --- | --- | --- | --- |
| 2023-2024 | Cairns Taipans | 23 | -  | 21,4 | 44,3 | 35,7 | 79,3 | 4,8 | 0,7 | 0,8 | 0,5 | 9,7 |
| Carriera  | Carriera       | 23 | -  | 21,4 | 44,3 | 35,7 | 79,3 | 4,8 | 0,7 | 0,8 | 0,5 | 9,7 |